# 布羅尼維
52°18′53″N 32°26′20″E / 52.31472°N 32.43889°E
布羅尼維（烏克蘭語：Брониви），是烏克蘭北部的村莊，隸屬切爾尼希夫州的諾夫霍羅德-錫韋爾斯基區。該村面積0.29平方公里，海拔高度146米，2001年人口43，人口密度每平方公里148.28人。